# Astolfus z Mohuče
Svatý Astolfus z Mohuče (úmrtí 28. ledna 826, Mohuč) byl benediktinský mnich a biskup Mohuče.
Stal se mnichem ve Wissembourgu. Na začátku 9. století byl zvolen biskupem v Mohuči. Vysvětil na kněze blahoslaveného Rabana Maura. Více informací není známo.
Zemřel 28. ledna 826.
Jeho svátek je zmíněn v Martyrologium Hieronymianum k datu 5. ledna.